# Логии

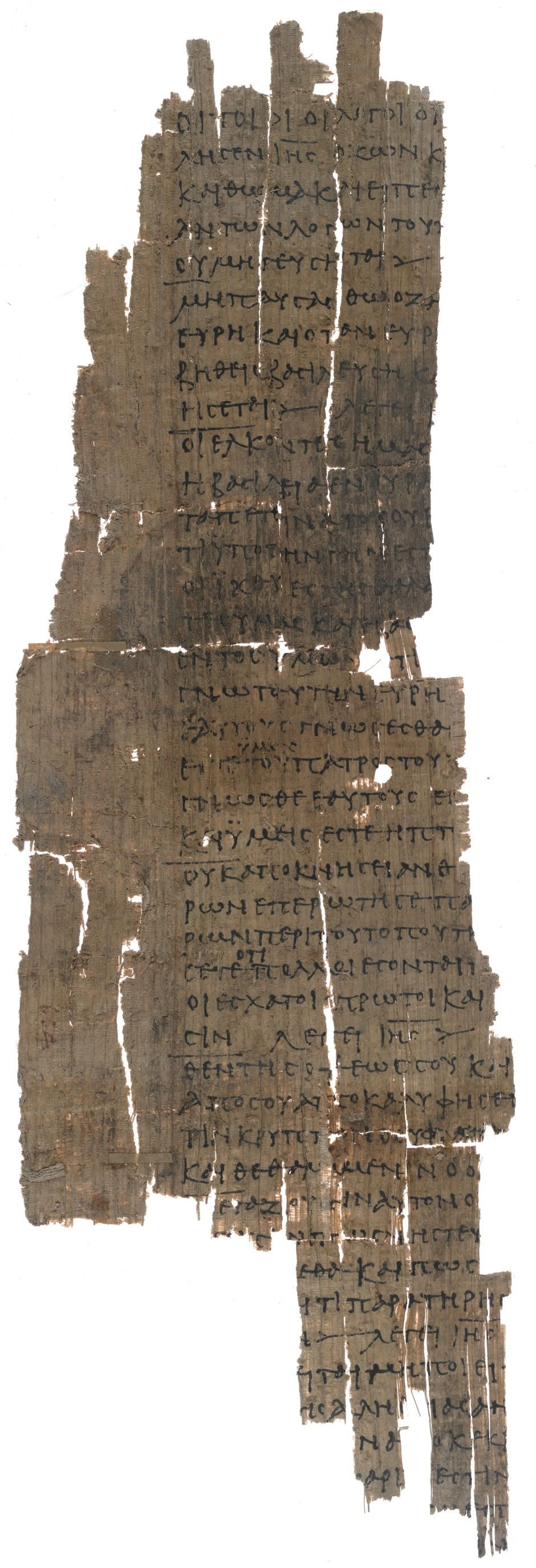
Оксиринхский папирус 654

Ло́гии (греч. λόγια κυριακά «речения Господни», ед. ч. греч. λόγιον) — термин, обозначающий сборники изречений Иисуса Христа, устно и письменно бытовавшие ещё до написания Евангелий. Впервые термин «логии» употребил во II веке Папий Иерапольский. По мнению большинства исследователей, логии были одним из важнейших источников для евангелистов.

## Истоки жанра логий
Литературный жанр логий восходит к Ветхому Завету; прообразом их служили притчи (евр. משל, маша́ль), краткие высказывания, пример которых можно найти в книге Притчей Соломоновых.
В междузаветный период и евангельскую эпоху поучения учителя заучивали наизусть. Часть таких поучений авторитетных иудейских учителей была записана в первые века н. э. и составила сборник «Речения Отцов» (др.- евр.     פרקי אבות, Пирке-авот). Древнееврейский эквивалент греческого слова "λόγια"  "логиа" — דברי, дивре может означать и "слова", и "деяния".

## Папий Иерапольский и источник Q
Папий Иерапольский (ок. 60 — 130 гг. н. э.) был епископом Иераполиса в западной Анатолии. В его книге «Изложение изречений Господних», сохранившейся в цитатах у Иренея и Евсевия, говорится, что «Матфей записал беседы (λόγια) Иисуса по-еврейски, переводил их кто как мог» Многие учёные отождествляют упоминаемые Папием логии с источником Q.

## Апостол Павел
В Деян. 20:35 говорится, что апостол Павел призывал «памятовать слова Господа Иисуса, ибо Он Сам сказал: „блаженнее давать, нежели принимать“». Это высказывание Иисуса Христа не записано в Евангелиях и является логией.

## Изречения Иисуса в Оксиринхских папирусах
Логии обнаружены в двух Оксиринхских папирусах, найденных в 1897 и 1904 годах. Они содержат 14 изречений Иисуса, каждое из которых начинается словами: «Говорит Иисус» (др.-греч. λέγει Ἰησοῦς, légei Iēsoũs). Считается, что в них представлен либо фрагмент греческого оригинала апокрифического Евангелия Фомы, либо фрагмент другого близкого к нему текста.
Тексту, найденному в 1897 году, исследователи Гренфелл и Хант дали название «Изречения Иисуса». Папирус был написан в первой половине третьего века н. э. Папирус, найденный в 1904 году и датированный также третьим веком, содержит аналогичный текст. Учёными велась полемика, являются ли обе рукописи частями одного произведения.
Второй найденный папирус содержит заголовок, в котором говорится, что «изречения» были адресованы Фоме и нескольким другим ученикам, так что когда в 1945 году в Наг-Хаммади была найдена коптская рукопись Евангелия от Фомы, содержащая 114 изречений Иисуса, два греческих Оксиринхских папируса были соотнесены с этим апокрифическим евангелием.